# Euphorbia eriantha
Euphorbia eriantha är en törelväxtart som beskrevs av George Bentham. Euphorbia eriantha ingår i släktet törlar, och familjen törelväxter. Inga underarter finns listade i Catalogue of Life.